# Ocean's Kingdom
Ocean's Kingdom je páté klasické album a zároveň první balet Paula McCartneyho. Jedná se o hudbu ke stejnojmennému baletnímu představení. Album vyšlo v říjnu 2011.

## Seznam skladeb
Všechny skladby napsal Paul McCartney.
| Pořadí         | Název           | Délka |
| -------------- | --------------- | ----- |
| 1.             | Ocean's Kingdom | 14:07 |
| 2.             | Hall of Dance   | 16:19 |
| 3.             | Imprisonment    | 13:36 |
| 4.             | Moonrise        | 12:29 |
| Celková délka: | Celková délka:  | 56:33 |